# Edouard Romeo Vargas-Bedemar
Edouard Romeo greve Vargas-Bedemar (egentlig Carl Friedrich August Grosse 5. juli 1768 i Magdeburg – 15. marts 1847 i København) var en tysk forfatter og eventyrer. Ifølge Else Kornerups bog Edouard Vargas Bedemar var han som eventyrer, kvindeforfører, lykkeridder en karismatisk person, men samtidig forfatter til såvel skønlitteratur som hypotetiske og tvivlsomme videnskabelige værker. I Danmark opnåede han gennem hoffet bekendtskab og et venskab med Christian VIII. Denne gjorde ham i 1842 til chef for Det naturhistoriske Museum i København
På grund af et sammenfald af omstændigheder troede man, at hans søn uden for ægteskab, Alfons Vargas de Bedemar, var født af Frederik VI's maitresse Frederikke Dannemand, men denne myte blev i 1954 aflivet af Else Kornerup.

## Unge år
Han blev født i Magdeburg den 5. juli 1768. Som søn af hofråd Christopher Ernst Grosse og Dorthea Elisabeth Amalie, f. Schröder var hans fødenavn Carl Friederich August Grosse.
Som immatrikuleret student i året 1786 fra Göttingen boede han i denne by i yderligere to år, medens han skrev adskillige naturfilosofiske bøger. Men efter at have frekventeret forskellige universiteter i Tyskland, vendte han  tilbage til Göttingen, hvor han tidligere havde gjort bekendtskab med den berømte orientalist professor J.D. Michaelis.

## Malteserridder
Ved tilbagekomsten til Göttingen mødte Carl Grosse imidlertid op med en forbavsende historie om et indgået ægteskab med en italiensk adelig dame, som imidlertid var død kort efter deres bryllup. Ligeledes optrådte han nu som Malteserridder under navnet grev Edouard Vargas de Bedemar, og som sørgende "ægtemand” opnåede Vargas samtidigt megen sympati fra familien Michaelis. Også fordi han under navnet Grosse allerede i 1788 havde skrevet sin debutbog Ueber das Erhabene. Han havde på dette tidspunkt etableret et falskneri, som han med held gennemførte hele livet igennem. Han skaffede sig en fortid som spansk grande, født i Kiel, en titel som marquis og rang som malteserridder.
Imidlertid forelskede han sig i familiens 16-årige datter, Louise, som gengældte hans frieri. Men forskellige forhold, især familiens mistro til hans lidt tvivlsomme adelskab gjorde, at familien Michaelis, om end med besvær fra det forelskede par, afviste indgåelse af et ægteskab mellem Louise Michaelis og Vargas. Som malteserridder og marquis lykkedes det imidlertid hurtigt Vargas at indynde sig hos personer med indflydelse forskellige steder i Europa, også fordi han samtidigt skrev adskillige særprægede filosofiske værker. 
I Italien opnåede han gennem opdigtede historier om krigstjeneste i Spanien og en opdigtet duel med dødelig udgang flugt på et dansk skib til det danske konsulat i Marseille.
Måneder senere var han på Korsika, hvor Vargas forlovede sig med en formuende ung pige, medens han samtidigt havde en affære med en skotsk enke. Dette medførte for Vargas en hurtig flugt til Milano, idet den skotske enke, som var gjort gravid, fødte både en søn og en datter. Men da enken ønskede, at holde forholdet skjult, for selv at opdrage børnene, indgik Vargas en aftale, så han kun ind imellem blev underrettet om børnenes opvækst. 

## Siena og Napoli
I 1793 ankom Vargas til Siena, hvor han opnåede en foreløbig rolig tilbagetrukkenhed. Men et bekendtskab med ærkepræsten Ansana Luti førte til flere adelige bekendtskaber, hvor særligt et forhold til grevinde Gianina Piccolomini fik stor betydning for Vargas. Grevinden var gift og havde som 23-årig allerede fire børn. Men især dette forhold udviklede sig tilsyneladende til en lidenskabelig kærlighedsaffære, der varede gennem to år for senere at blive et 22-årigt venskab, opretholdt ved brevveksling.
1793-1800 skrev Vargas et stort antal bøger, både skønlitterære og videnskabelige værker, og forfatterskabet skaffede ham mange ærestitler og stor berømmelse. 
I Siena traf Vargas mange af de lærde, og i 1798 var han medstifter af [[Accademia Italiana delle scienze, lettere ed arti]], og senere tillige præsident. Dog ikke uden visse uvederhæftigheder af Vargas om tidligere påståede forbindelser med andre akademier. Men en titel, som vel nok var medvirkende til hans senere karriere i Danmark. 
Da krigen i 1798 kom til Siena, blev Vargas som anerkendelse for sin klogskab udnævnt til østrigsk oberstløjtnant og deltog efter eget udsagn i flere krigshandlinger. Men Vargas forlod snart Siena for ved en dronning og en grevindes bevægelige hjerter at opnå en stilling i Napoli som artillerikaptajn.
Og i Napoli mødte han en tidligere dansk gesandt, baron Herman Schubart, og begge nærede åbenbart stor interesse for hinanden. Vargas forsøgte her gennem sin nyopfundne fætter, en hertug Vargas Machuca, at få sit "adelspatent" bekræftet, og "fætteren" godkendte da også gerne ved gode ord og smiger et "familieskab og blodfællesskab". Samtidigt opstod endda et venskab mellem hertugen og Vargas; et forhold, som senere skulle styrke Vargas omdømme som greve og Malteserridder.
Forholdet mellem hertugen og Vargas blev efterhånden for anstrengt, og en undersøgelse af slægtskabet kunne bliver skæbnesvangert for Vargas. Og da krigstilstanden i Napoli også ændrede sig, søgte Vargas hjælp hos baron Schubart, hvorefter han forsynet med danske papirer flyttede til Sardinien.

## På Sardinien
Fra 1805 til 1808 opholdt Vargas sig på Sardinien, hvor han gennem Schubart opnåede forbindelse med den danske konsul Navoni. Denne satte Vargas i forbindelse med personer med officiel magt og indflydelse, og allerede efter godt et halvt år erhvervede Vargas koncession på øens minedrift. Økonomisk kunne minedriften dog ikke bære, men Vargas opnåede her sin egentlige interesse for mineraler og minedrift. 
Som præsident for Accademia Italiana delle scienze, lettere ed arti plejede Vargas nu omgang med byens mange lærde og forsøgte her at udvide sine beføjelser. Derved kom han i konflikt med Akademiets sekretær, en strid som efterhånden udviklede sig, for sluttelig at medføre en stævning ved retten i Firenze for magtmisbrug.

## I Danmark
Vargas følte derfor jorden brænde under sine fødder, og Herman Schubart søgte med venners bistand at hjælpe Vargas, så denne kunne komme til Danmark. Det lykkedes, og i året 1809 ankom Vargas til København. Her opnåede han hjælp og støtte gennem greverne C.D.F. Reventlow og Ernst Heinrich von Schimmelmann, og på Amalienborg mødte han Frederik VI og stiftede tillige bekendtskab med Prins Christian. Dette medførte en bevilling til en Norgesrejse med et mineralogisk og økonomisk formål.
Ved hjemkomsten fra Norge i 1812 fik Vargas megen anerkendelse og blev udnævnt til kammerherre, men blev samtidigt skuffet over at blive forbigået ved en overordnet stilling. Vargas indyndede sig derefter i biskop Friederich Münters hjem, hvor han forelskede sig i dennes 16-årige datter, Fanny Münter. Parret forlovede sig, men da biskop Münter var vel vidende om Vargas tidligere affære i Norge med en frk. Silfverstråle, og desuden ikke gerne så sin unge datter blive gift med en 42-årig nægtede biskoppen ganske at give sin tilladelse til et giftermål.
I København udspillede nu et større drama, idet hverken Vargas eller Fanny ville tage mod fornuft, og det københavnske borgerskab tog derved vekselvist bestik af Vargas synlige dyder og modsatte uvederhæftighed. Skønt Fanny længe holdt ved med kærlighedsbreve, så selv prins Christian måtte holde for som postillon d'amour, var modstanden dog for stor, og Fanny Münter giftede sig til anden side. Men enkelte af stadens giftefærdige døtre synes alligevel villige til at erstatte den frafaldne. 
I 1813 drog Vargas igen til Norge for at forske i bjergværksdrift, og samtidig styrkedes venskabet til Prins Christian, som nu residerede som statholder i Christiania. Men efter Freden i Kiel, hvor Norge blev tabt af Frederik 6. og prins Christian som residerende statholder søgte at bibeholde nordmændenes trofasthed, kom Vargas her i klemme. For skønt det ikke med sikkerhed kunne vides, om han deltog på ved mødet på Eidsvoll den 16. februar 1814, var han dog med statholderen prins Christian blevet indblandet i den norske modstand. Derfor måtte han, med den nylig udråbte men nu abdicerede konge, Frederik Christian, hurtigt lade sig indskibe i Bygdø ved Christiania, for efter en hård sørejse at lande, ikke i København men i Aarhus.
En kort tid blev Vargas frataget sin kammerherrebestalling og sin kgl. pension, idet en lov straffede danske embedsmænd, som havde deltaget ved Eidsvoll-forfatningen, men ved kgl. nåde eller yndest lykkede det dog Vargas, at få sine bestallinger tilbage. 
I året 1815 boede Vargas i Slaglille Præstegård. Herfra forsøgte han at opnå forskellige stillinger, f.eks. som direktør for Porcelænsfabrikken, men den hjemlige modstand var for stærk. Han følte sig derfor forbigået, men grunden til hans tilbagetækning til Slaglille, skyldes dog en hel anden årsag. Et skjult forhold til stolemagermester Peter Holms smukke datter, Charlotte Amalia, fik til følge, at denne fødte en søn, Edmund Alphonso de Pons. Skønt faderen ved dåben opgav et falsk navn, blev sønnen, da moderen ikke var af adelig slægt, ved kgl. bevilling alligevel legitimeret som adelig søn af grev Vargas. 
Det var en mystisk affære, som tidligere blev knyttet til kongens elskerinde fru Dannemand. Denne var nemlig da samtidigt gravid, medens Frederik VI opholdt sig ved Wienerkongressen, og fødte derfor i Christiansfeld, også i al hemmelighed, en søn. Men da både fru Dannemand med sit barn og grev Vargas med sit barn samtidigt befandt sig i Sorø, gik offentligheden, og tillige de to første udgaver af Dansk Biografisk Leksikon ud fra, at det netop var Vargas, der var den rette fader til fru Dannemands søn. 
Da stolemagerens datter, Charlotte Amalia, døde kort efter sin nedkomst, flyttede Vargas fra Slaglille tilbage til København efter dog at have skrevet adskillige anerkendte værker. Her søgte han prins Christians hjælp og opnåede at komme til Færøerne. Desuden besøgte han danske naturværdier, for derefter i 1826-1828 at rejse til Skotland, Sverige, Rusland og Finland for her at erhverve viden og indsamle mineraler. 
Dette gjorde ham i 1828 til medlem af Naturhistorisk Museums bestyrelse. Nu slog han sig til ro i hovedstaden, og sammen med sin søn Edmund beboede han en lejlighed på Gammel Strand nr. 8. Her fik han frk. Antoinette Neiiendam som husbestyrerinde. Hun ejede tilsyneladende al lejlighedens indbo og fungerede åbenbart både som en omsorgsfuld moder for Vargas 12-13årige søn og som samboende. I 1829 arvede Antoinette imidlertid en mindre ejendom i nærheden af Hørsholm, og hele "familien" flyttede herefter ind i huset.
I 1831 fik Vargas bevilget en sum til rejser i Tyskland, Østrig, Schweiz og Frankrig, hvorfra han hjembragte adskillige kasser med mineraler og stene af værdi. I Frankrig løb han imidlertid tør for penge og måtte sende bud til prins Christian om yderligere økonomisk bistand. 
I 1834 forberedte Vargas en rejse til øerne ud for Afrikas kyst. Med stort besvær fik han rejst midler til rejsen, og da rejsen for den nu 67-årige Vargas kunne være farlig, solgte han forinden alt hvad han ejede. Dog sørgede han med bistand af konge og kronprins for, at hans søn kunne fuldende sin uddannelse.
Med mange hædersbevisninger, både fra den spanske og portugisiske side, kom han hjem den 31. juli 1839, og fra nu af var han optaget af sin søns fremtid. Denne måtte igennem flere års studier for endelig at kunne opnå en godkendt dansk eksamen. Men trods rimelige gode karakterer kunne sønnen i Danmark ikke opnå en rimelig stilling. Sønnen, Edmund, og faderen måtte derfor skilles, da det lykkedes Edmund at få en stilling i Rusland, hvor han siden blev en kendt og skattet person. Men far og søn så aldrig mere hinanden. 
Prins Christian, nu Christian VIII, åbnede nu muligheder for, at Vargas kunne beskæftige sig med de kgl. mineralsamlinger, som efterhånden blev til "De Mineralogiske Samlinger" og i 1842 blev Vargas chef for Det naturhistoriske Museum i København og flyttede fra Hørsholm til hovedstaden. Han deltog ikke det almindelige selskabsliv, men var hovedsagelig en skattet gæst ved hoffet. Men dansk åndsliv og videnskabelige kredse har almindeligvis, og måske med rette, ikke kunnet anerkende Vargas-Bedemar som deres åndsfælle. Han døde derfor temmelig upåagtet den 15. marts 1847, men hans gravsten, rejst af sønnen Edmund, skulle endnu være at finde på Assistens Kirkegård i København (katolsk afdeling).

## Hæder
Han blev medlem af Videnskabernes Selskab 1806, af Oldsagskommissionen og vicepræsident for det mineralogiske selskab i Jena. 1840 blev han Ridder af Dannebrogordenen og 1845 Kommandør af samme orden.